# Семёнов, Родион Семёнович
Родион Семёнович Семёнов (1891—1938) — советский государственный и политический деятель, председатель Сталинградского областного исполнительного комитета. Депутат Верховного Совета СССР. Расстрелян в 1938 году, реабилитирован посмертно.

## Биография
Родился в 1891 году в селе Старинка Смоленской губернии. Член РСДРП(б) с 1917 года.
Участник Первой мировой войны.
В 1918—1920 гг. служил в РККА, в 1920—1922 — в органах ВЧК Минска, Смоленска и Тирасполя.
С 1922 г. работал в Нижегородской губернии: в управлении Волжского округа путей сообщения, в Канавинском райисполкоме, губкоммунотделе, несколько лет — директором Кулебакского металлургического завода, потом — в краевом совете народного хозяйства, уполномоченным НК тяжелой промышленности СССР по Горьковскому краю.
В 1935—1937 гг. председатель Исполнительного комитета Горьковского городского Совета.
В ноябре 1937 года переведен в Сталинград: сначала и. о., затем председатель Исполнительного комитета Сталинградского областного Совета.
Делегат XVII партсъезда.
Избирался депутатом Верховного Совета СССР 1-го созыва. До ареста проживал : г. Сталинград, 1-й дом Советов, кв. 32.
Арестован 4 июня 1938 года , будучи в командировке в Москве. Внесен в Сталинский расстрельный список  от 20 августа 1938 г. (список № 1) по 1-й категории («за» Сталин , Молотов). 29 августа 1938 года осужден в ВМН ВКВС СССР по обвинению в «участии в контрреволюционной террористической организации» и в тот же день расстрелян в одной группе осужденных ВКВС СССР фигурантов Сталинских расстрельных списков от 20.8.1938 г.  Место захоронения — спецобъект НКВД «Коммунарка».
Реабилитирован посмертно 25 апреля 1956 года определением ВКВС СССР.